# André Johannpeter
André Bier Gerdau Johannpeter (Porto Alegre, 17 de marzo de 1963) es un jinete brasileño que compitió en la modalidad de salto ecuestre.
Participó en tres Juegos Olímpicos de Verano entre los años 1988 y 2000, obteniendo dos medallas, bronce en Atlanta 1996 y bronce en Sídney 2000. Ganó tres medallas de oro en los Juegos Panamericanos entre los años 1991 y 1999.

## Palmarés internacional
| Juegos Olímpicos     | Juegos Olímpicos          | Juegos Olímpicos  | Juegos Olímpicos |
| Año                  | Lugar                     | Medalla           | Categoría        |
| -------------------- | ------------------------- | ----------------- | ---------------- |
| 1996                 | Atlanta (Estados Unidos)  | Medalla de bronce | Por equipos      |
| 2000                 | Sídney (Australia)        | Medalla de bronce | Por equipos      |
| Juegos Panamericanos |                           |                   |                  |
| Año                  | Lugar                     | Medalla           | Categoría        |
| 1991                 | La Habana (Cuba)          | Medalla de oro    | Por equipos      |
| 1995                 | Mar del Plata (Argentina) | Medalla de oro    | Por equipos      |
| 1999                 | Winnipeg (Canadá)         | Medalla de oro    | Por equipos      |